# Ñuflo de Chaves
Ñuflo de Chaves o Ñuflo de Chávez (Santa Cruz de la Sierra, Cáceres, 1518 - Bolivia, c. 5 de octubre de 1568) fue un conquistador español, fundador de la ciudad de Santa Cruz de la Sierra en lo que hoy es Bolivia. Fue hijo del hidalgo trujillano Álvaro de Morales, de lejana estirpe portuguesa, y de María de Sotomayor, hija, a su vez, de Diego García de Chaves. Resulta, pues, que el apellido Chaves era materno. Por aquella época, nada de particular tenía que lo adoptara como propio, pues se tomaba cualquier apellido de los ascendientes. Nada más se sabe de él en España, salvo que su hermano mayor, fray Diego de Chaves, dominico, fue misionero y confesor de Felipe II. Es muy probable suponer que, dada su ascendencia, el joven Nuflo recibiera una buena educación en armas y letras. Sorprenden las muy distintas versiones gráficas de su nombre que aparecen en diversos documentos y en cronistas. Finot (1978, pág. 124) recoge las siguientes: Nufrio, Nunfrio, Nuflo, Nufio, Nufros, Ñuflo, Nyoflio, Nunfio, Nunfo, etc. Se interpretaban como homónimos de «Nuño» y de «Onofre», pero se confrontaron sus firmas y, hasta en una misma página, aparecen indistintamente «Nuflo» y «Onofre», no hay, pues ,«Nuño». La tradición oral en el Oriente boliviano lo cita como «Nuflo» o «Ñuflo». Los Chaves eran hidalgos. En la probanza hecha en La Plata en 1575, el testigo Pedro de Segura declaró que Chaves era «caballero hijodalgo, muy conocido y de los principales de la ciudad de Trujillo», mientras Cristóbal Samaniego dijo que era «caballero hijodalgo de solar conocido».

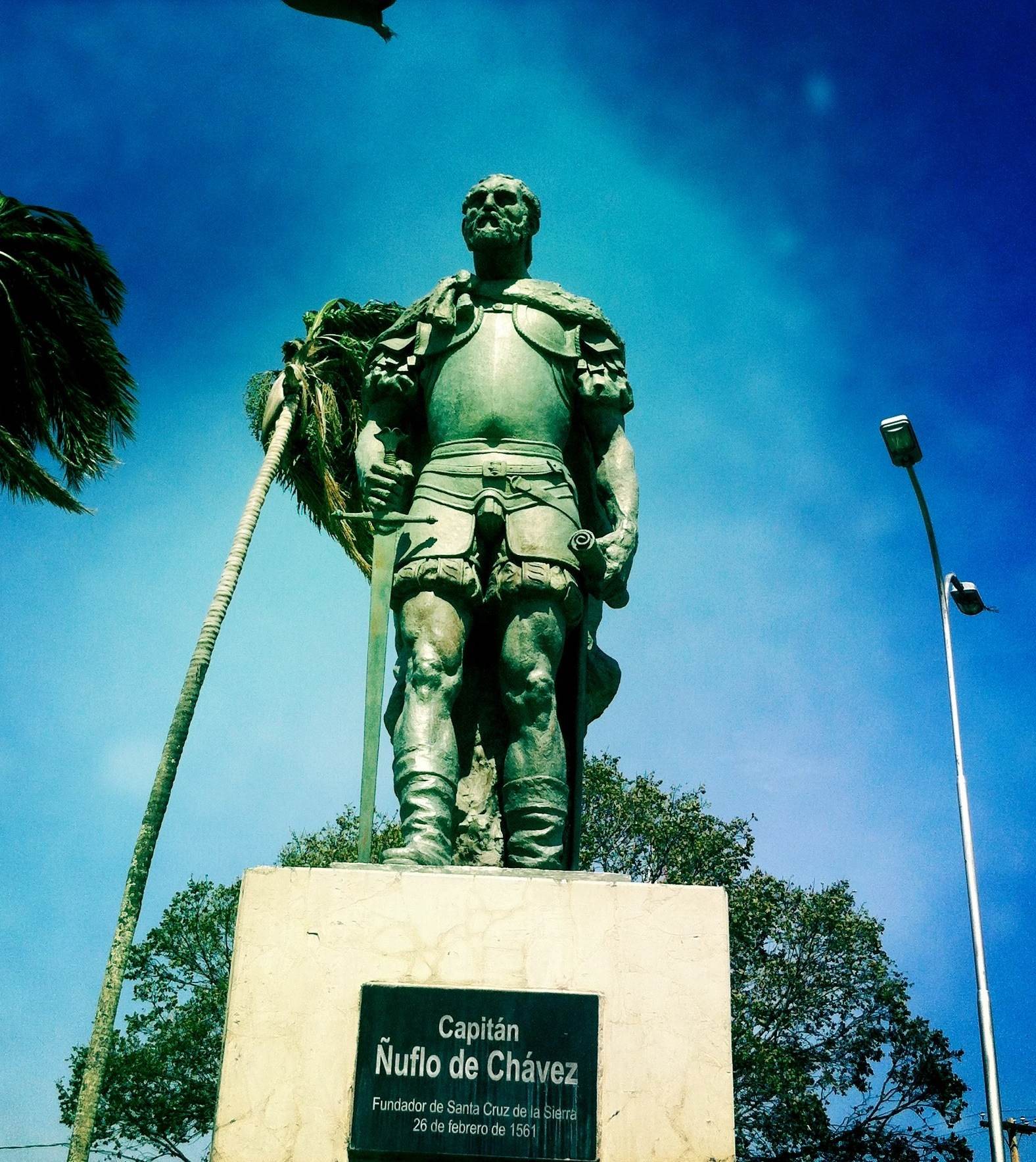
Monumento de Ñuflo de Chávez en Santa Cruz, España.

## Primeros años de vida
Ñuflo de Chaves nació y creció en el pequeño pueblo español de Santa Cruz de la Sierra, unos 12 km al sur de Trujillo en la región de Extremadura en España. Tenía un hermano mayor llamado Diego. 

## Militar
Ñuflo de Chaves se unió al ejército y fue a Sudamérica como conquistador. En 1544 en Asunción (en el actual Paraguay ) participó en la revuelta contra el gobernador español Álvar Núñez Cabeza de Vaca. Ayudó al nombramiento de Domingo Martínez de Irala como gobernador y preparó una expedición a Charcas (actual Sucre ). En 1557 planeó una expedición para conquistar las tierras de Jarayes, y llegó al actual estado federado brasileño de Mato Grosso, donde pensó que encontraría minas de oro.
En 1561 se trasladó a la cuenca sur del Amazonas con un grupo de colonos, donde fundó la ciudad de Santa Cruz de la Sierra, dándole el nombre de su ciudad natal en España. Ñuflo de Chaves se instaló en su nuevo pueblo junto a su familia, siendo el primer europeo en introducir cabras y ovejas en la región. Murió allí en un conflicto con los indígenas itatines en 1568. Unos años más tarde el asentamiento se trasladó a una nueva posición 220 kilómetros más al oeste debido a los constantes conflictos con los nativos.

## Legado
Hoy en día la Provincia de Ñuflo de Chávez en la zona norte del Departamento boliviano de Santa Cruz lleva su nombre. 
Aparece en sellos postales españoles de 1961 y bolivianos de 1970. 